# Народоведение (альбом)
«Народове́дение» — седьмой студийный альбом музыкального проекта «Коммунизм», записанный в апреле 1989 года Егором Летовым и Константином Рябиновым. С точки зрения самих авторов, является одним из самых удачных альбомов проекта.

Как и «Солдатский сон» это — один из наиболее цельных и глубоких наших альбомов. Что хотели — то и сказали.— Контр Культ Ур’а № 3 — Егор Летов: Гроб-Хроники
Несмотря на реставрацию альбома Натальей Чумаковой и Егором Летовым в 2005 году, официально альбом был выпущен только в 2013 году, в одно время с альбомами 1989 года «Родина слышит» и «Чудо-музыка».

## Об альбоме
Альбом продолжает концепцию предыдущего магнитоальбома «Чудо-музыка» и выполнен в стилистике экспериментальной и конкретной музыки, при этом являясь более разноплановым, состоя как из звуковых коллажей, художественной декламации под фонограммы и фрагментов радиозаписей, так и из «собственных» инструменталов Летова с элементами нойз-рока, арт-панка и нойза. Например, песня «Красный смех» является композицией Летова, сочинённой на слова, взятые из одноимённого рассказа Леонида Андреева.
Константин Рябинов играл на акустической гитаре несколько песен (в частности, «Ваше благородие, госпожа удача» из кинофильма «Белое солнце пустыни»). Сам Летов утверждал, что Рябинов участвовал лишь в «окончательной стадии работ», в то время как Летов единолично спроектировал альбом.
В последней композиции «Народы!» звучит голос Олега Судакова (Манагера), который покинул проект «Коммунизм» ещё во время записи пятого альбома. Тем не менее участие Манагера было указано в переиздании альбома. Также голос Манагера звучит в бонус-треке «Два письма» — данный бонус частично входит в альбом Цыганят «Гаубицы лейтенанта Гурубы» под названием «Письмо» (где зачитывается одно из двух писем: «Мы с подругой собрались отдыхать на водохранилище за городом…»).
Позже часть аудиохэппенинга «Прогулка в горы» была использована в «Новой правде» из «Песни радости и счастья» Гражданской Обороны. В издании «Мистерии Звука» и «Выргорода» шумы не так громко слышно, но в варианте сведения «для группы» ХОРа, и в неофициальном бутлеге «Похуй нахуй» очень хорошо слышно.
В оформлении использована работа Николет Палотай «Адский кошмар».

## Список композиций
| №   | Название                               | Текст песни                                                          | Музыка                                         | Комментарий                        | Длительность |
| --- | -------------------------------------- | -------------------------------------------------------------------- | ---------------------------------------------- | ---------------------------------- | ------------ |
| 1.  | «Жить»                                 | — (читает Евгений Матвеев)                                           | —                                              | [ коммент. 1 ]                     | 0:14         |
| 2.  | «Чёрный ворон»                         | народные                                                             | Коммунизм                                      | [ коммент. 2 ]                     | 5:17         |
| 3.  | «Обрыв»                                | Такубоку Исикава (перевод Веры Марковой)                             | —                                              | [ коммент. 3 ]                     | 0:16         |
| 4.  | «Песня из к/ф „Белое солнце пустыни“»  | Булат Окуджава                                                       | Исаак Шварц                                    | [ коммент. 4 ]                     | 2:40         |
| 5.  | «Сулейман Стальский»                   | Сулейман Стальский (речь), Александр Безыменский (перевод)           | —                                              | [ коммент. 5 ]                     | 2:27         |
| 6.  | «Прогулка в горы»                      | Франц Кафка                                                          | Коммунизм                                      | [ коммент. 6 ]                     | 2:58         |
| 7.  | «Владимир Ильич»                       | —                                                                    | — (использован фрагмент гимна СССР)            | [ коммент. 7 ]                     | 0:56         |
| 8.  | «Червяшка»                             | Василий Розанов                                                      | —                                              | [ коммент. 8 ]                     | 0:43         |
| 9.  | «Шибко страшно»                        | —                                                                    | —                                              | [ коммент. 9 ]                     | 0:05         |
| 10. | «А дальше что?»                        | Вадим Гусев                                                          | Егор Летов                                     | —                                  | 2:10         |
| 11. | «Чего нельзя с иностранцем»            | Василий Розанов                                                      | —                                              | [ коммент. 10 ]                    | 0:32         |
| 12. | «Понимаете»                            | Мария Белик                                                          | —                                              | [ коммент. 11 ]                    | 0:08         |
| 13. | «Убивать»                              | Эрих Фрид (перевод Вячеслава Куприянова)                             | Егор Летов                                     | [ коммент. 12 ]                    | 0:54         |
| 14. | «Минута поэзии»                        | см. сноску через столбец справа                                      | —                                              | [ коммент. 13 ]                    | 1:37         |
| 15. | «Красный смех»                         | Леонид Андреев                                                       | Егор Летов                                     | [ коммент. 14 ]                    | 3:48         |
| 16. | «Punk’s Not Dead»                      | Уотти Бьюкэн, Sex Pistols, киевская газета (в паузах читает Кузя Уо) | Sex Pistols                                    | [ коммент. 15 ]                    | 2:37         |
| 17. | «Рок’н’рол закiнчився»                 | Sex Pistols, киевская газета (в паузах читает Кузя Уо)               | Sex Pistols                                    | [ коммент. 16 ]                    | 2:36         |
| 18. | «Рассказ неизвестного»                 | Леонид Андреев                                                       | —                                              | [ коммент. 17 ]                    | 2:09         |
| 19. | «Власти и крест»                       | —                                                                    | —                                              | [ коммент. 18 ]                    | 0:05         |
| 20. | «Вот»                                  | —                                                                    | Коммунизм                                      | —                                  | 2:35         |
| 21. | «Двое друзей»                          | Такубоку Исикава (перевод Веры Марковой)                             | —                                              | [ коммент. 19 ]                    | 0:13         |
| 22. | «Песенка велосипедистов»               | Павел Ватник                                                         | The Tremeloes (исполнение ВИА «Поющие гитары») | [ коммент. 20 ]                    | 2:07         |
| 23. | «Ворота»                               | сербская загадка (перевод Леонида Яхнина)                            | см. сноску справа                              | [ коммент. 21 ]                    | 1:07         |
| 24. | «Весна»                                | Василий Тредиаковский                                                | Коммунизм                                      | [ коммент. 22 ]                    | 3:30         |
| 25. | «Мы подохнем»                          | —                                                                    | —                                              | [ коммент. 23 ]                    | 0:04         |
| 26. | «Думы»                                 | Юлий Ким (переработка группы «Коммунизм»)                            | Юлий Ким (переработка группы «Коммунизм»)      | [ коммент. 24 ]                    | 2:23         |
| 27. | «Слухи»                                | Леонид Андреев                                                       | —                                              | [ коммент. 25 ]                    | 0:57         |
| 28. | «О России»                             | Иван Бауков, Михаил Львов, Мирварид Дильбази                         | Коммунизм                                      | [ коммент. 26 ] [ ГрОб-Хроники 1 ] | 1:07         |
| 29. | «Куда пошли бы чеховские интеллигенты» | Александр Солженицын                                                 | Коммунизм (аудиохэппенинг группы)              | [ коммент. 27 ] [ ГрОб-Хроники 2 ] | 1:24         |
| 30. | «Ну да»                                | народные                                                             | —                                              | [ коммент. 28 ]                    | 0:40         |
| 31. | «Миф о загробной жизни»                | The Doors, Ильф и Петров                                             | The Doors                                      | [ коммент. 29 ]                    | 0:37         |
| 32. | «Где восстание?»                       | Всеволод Иванов                                                      | —                                              | [ коммент. 30 ]                    | 0:30         |
| 33. | «Вот-вот»                              | —                                                                    | Коммунизм                                      | —                                  | 1:57         |
| 34. | «Мало солнышка да долгие ноченьки»     | Василий Розанов                                                      | Коммунизм                                      | [ коммент. 31 ]                    | 0:46         |
| 35. | «Белорусские книговки»                 | Эмилия Чачкова                                                       | —                                              | [ коммент. 32 ]                    | 0:23         |
| 36. | «Большое удовольствие»                 | Максим Горький, Николай Чернышевский, Бернард Шоу                    | см. сноску справа                              | [ коммент. 33 ] [ ГрОб-Хроники 3 ] | 3:44         |
| 37. | «Народоведение»                        | Эрих Фрид (перевод с немецкого Вячеслава Куприянова)                 | —                                              | [ коммент. 34 ]                    | 0:39         |
| 38. | «Порыв»                                | —                                                                    | —                                              | [ коммент. 35 ]                    | 0:18         |
| 39. | «Бесы»                                 | Левий Матфей                                                         | —                                              | [ коммент. 36 ]                    | 1:15         |
| 40. | «Народы!»                              | Василий Розанов                                                      | —                                              | [ коммент. 37 ]                    | 0:41         |

| №                   | Название            | Текст песни                                                                                   | Музыка                                               | Длительность |
| ------------------- | ------------------- | --------------------------------------------------------------------------------------------- | ---------------------------------------------------- | ------------ |
| 41.                 | «Червяшка»          | Василий Розанов                                                                               | —                                                    | 0:43         |
| 42.                 | «Ваше благородие»   | Булат Окуджава                                                                                | Исаак Шварц                                          | 2:22         |
| 43.                 | «Обрыв»             | Такубоку Исикава                                                                              | —                                                    | 0:24         |
| 44.                 | «А дальше что?»     | Вадим Гусев                                                                                   | Егор Летов                                           | 2:11         |
| 45.                 | «Закукулено»        | сербская загадка (перевод Леонида Яхнина)                                                     | —                                                    | 1:04         |
| 46.                 | «Два письма»        | товарищ О. Крылова (1-е письмо), Лена Андреева/Таня Антонова (2-е письмо); читает все Манагер | Joy Division (музыкальная подложка «New Dawn Fades») | 2:16         |
| Общая длительность: | Общая длительность: | Общая длительность:                                                                           | Общая длительность:                                  | 68:09        |

- Всё записано 1—7 апреля 1989 года в ГрОб-студии в Омске.
  - «Два письма» записан(а) там же тогда же, как указывается в информации двойного альбома Цыганят.

## Участники записи
Музыканты
- Егор — вокал, гитары, бас, ударные, шумовые эффекты*
- Кузя Уо — вокал, акустическая гитара*
- Манагер — голоса в «Народах»*, читка в «Двух письмах»**

Производство*
- Егор Летов — продюсер, (пере)сведение, реставрация, звуковой материал, режиссура, коммунизм-арт
- Наталья Чумакова — пересведение, реставрация, мастеринг, оформление
- Кузя Уо — режиссура, коммунизм-арт
- Андрей Батура — оформление
- Андрей Кудрявцев — фото

* В соответствии с выходными данными 2013 года от «Выргорода».
** Не указано в примечаниях к вкладышу.

### Общие
1. 1 2  Выргород продолжает издание полного собрания альбомов группы «Коммунизм». 05.12.2013. Дата обращения: 30 мая 2021. Архивировано 9 декабря 2021 года.
2. ↑  ГрОб-Хроники — Выргород, CD. Дата обращения: 30 марта 2021. Архивировано 8 июля 2020 года.
3. ↑  Согласно официальной альбомографии «ГрОб Records» на:
  - официальном сайте группы «Гражданская оборона» Архивная копия от 30 января 2012 на Wayback Machine
  - сайте «ГрОб-Хроники Архивная копия от 22 февраля 2021 на Wayback Machine»; журнал «Контр Культ Ур’а» (выпуск 1 Архивная копия от 24 февраля 2020 на Wayback Machine и 3 Архивная копия от 8 июля 2020 на Wayback Machine)
4. ↑  Не путать с песней из ИпВ, принадлежащей творчеству этой группы и перепетой в альбоме ГО.
5. ↑  ГрОб-Хроники | Леонид Андреев — Красный смех. Дата обращения: 30 марта 2021. Архивировано 27 января 2020 года.
6. ↑  «По сути весь звуковой материал альбома был спроектирован и реализован мной почти единолично, т. к. Кузя жестоко и сокрушительно загинался от зубной боли и соизволил поучаствовать лишь в окончательной стадии работ. Так что это — почти что мой сольник». — Официальная альбомография ГрОб-Records Архивная копия от 30 января 2012 на Wayback Machine
7. ↑  Новая правда. Дата обращения: 9 мая 2022. Архивировано 9 мая 2022 года.
8. ↑  Новая правда. Дата обращения: 9 мая 2022. Архивировано 9 мая 2022 года.
9. 1 2 3 4  ГрОб-Хроники | Вадим Гусев — А дальше что? Дата обращения: 30 марта 2021. Архивировано 1 февраля 2021 года.
10. ↑  ГрОб-Хроники | Эрих Фрид — Убивать. Дата обращения: 30 марта 2021. Архивировано 18 февраля 2020 года.
11. ↑  ГрОб-Хроники | Павел Ватник — Песенка велосипедистов. Дата обращения: 30 марта 2021. Архивировано 24 февраля 2020 года.
12. 1 2  ГрОб-Хроники | Ворота (сербская загадка). Дата обращения: 30 марта 2021. Архивировано 18 февраля 2020 года.
13. ↑  ГрОб-Хроники | Эмилия Чачкова — Белорусские книговки. Дата обращения: 30 марта 2021. Архивировано 18 февраля 2020 года.

### Рецензии
1. ↑  Ступников Денис. Коммунизм «Народоведение». km.ru (3 апреля 2014). Дата обращения: 30 марта 2021. Архивировано 21 июля 2015 года.

### Комментарии на диске (ВЫРГОРОД 118)
1. ↑  01. «Жить» — фрагмент звукового плаката «Мы — советский народ!» со звуковой страницы журнала «Кругозор». Диктор — Е. Матвеев.
2. ↑  02. «Чёрный ворон» — народная казачья песня (мелодия данной песни была также лейтмотивом х/ф «Чапаев»).
3. ↑  03. «Обрыв» — автор текста И. Такубоку Т. Исикава, перевод B. Марковой. (исправлено)
4. ↑  04. Песня из к/ф «Белое солнце пустыни» — в оригинале «Песня Верещагина» (слова Б. Окуджавы, музыка И. Шварца). В фильме исполняет П. Луспекаев, там же звучит и оркестровая тема.
5. ↑  05. «Сулейман Стальский» — запись выступления C. Стальского. Перевод стихов читает поэт А. Безыменский.
6. ↑  06. «Прогулка в горы» — одноимённый рассказ Ф. Кафки, музыка — «Коммунизм».
7. ↑  07. «Владимир Ильич» — первая составляющая трека: воспоминания о Ленине неустановленного авторства; вторая составляющая: фрагмент исполнения гимна СССР.
8. ↑  08. «Червяшка» — автор текста В. Розанов, из книги «Опавшие листья».
9. ↑  09. «Шибко страшно» — фрагмент неустановленного радио- или телерепортажа.
10. ↑  11. «Чего нельзя с иностранцем» — автор текста В. Розанов, из книги «Уединённое».
11. ↑  12. «Понимаете» — фрагмент воспоминаний М. Белик, бригадира женской бригады на строительстве Днепрогэса. Из аудиоплаката «Мы — молодая гвардия» звуковой страницы журнала «Кругозор».
12. ↑  13. «Убивать» — одноимённое стихотворение Э. Фрида, перевод В. Куприянова.
13. ↑  14. «Минута поэзии» — фрагменты чтения стихотворения А. Прокофьева «О Русь, взмахни крылами!», чтение стихотворения Б. Ахмадулиной «Февраль без снега», а также неопознанные стихи на английском языке.
14. ↑  15. «Красный смех» — фрагменты из одноимённого рассказа Л. Андреева.
15. ↑  16. «Punk’s not dead» — фрагмент речи У. Бьюкэна, взятой с концертного альбома «On Stage[англ.]» (1981) группы The Exploited.
16. ↑  17. «Рок’н’рол закiнчився» — комментарий Е. Летова: «…Это заметка примерно 1987 года из какой-то, кстати сказать, киевской газеты. Однажды она случайно попалась мне на глаза и была торжественно отправлена на почётное место в мой „Музей дураков“, многие объекты из которого были использованы в творчестве группы „Коммунизм“. Музыкальная часть сего опуса — это „Anarchy in the UK“ Sex Pistols в оригинальном варианте, записанная на плёнку и затем нарезанная кусками и вручную измятая. В паузах между ними Кузьма читает вот этот самый газетный текст. Единственная ошибочка была в том, что мы не знали, как произносится по-украински „двадцать пять“, за что нам потом пенялось нашими украинскими друзьями».
17. ↑  18. «Рассказ неизвестного» — автор текста Л. Андреев, фрагмент из рассказа «Он».
18. ↑  19. «Власти и крест» — запись не опознана.
19. ↑  21. «Двое друзей» — автор И. Такубоку Т. Исикава, перевод B. Марковой. (исправлено)
20. ↑  22. «Песенка велосипедистов» — в качестве конкретной музыки звучит одноимённый трек группы The Tremeloes в исполнении ВИА «Поющие гитары» (оригинал: The Tremeloes — «Suddenly You Love Me»).
21. ↑  23. «Ворота» — в качестве музыкальной подложки использована нарезка фрагментов репортажа «Редкие записи фонотеки Мосфильма» со звуковой страницы журнала «Кругозор»; текст — Л. Яхнин.
22. ↑  24. «Весна» — стихотворение В. Тредиаковского.
23. ↑  25. «Мы подохнем» — запись не опознана.
24. ↑  26. «Думы» — в оригинале песня «Губы окаянные» звучит в х/ф «Пять вечеров» в исполнении С. Никитина, слова и музыка Ю. Кима. В исполнении «Коммунизма» уже изменённая, народная версия.
25. ↑  27. «Слухи» — фрагмент рассказа «Красный смех» Л. Андреева.
26. ↑  28. «О России» — автор текста И. Бауков.
27. ↑  29. «Куда бы пошли чеховские интеллигенты» — фрагмент книги А. Солженицына «Архипелаг ГУЛАГ».
28. ↑  30. «Ну да» — народная песня, исполнители не установлены.
29. ↑  31. «Миф» — фрагмент романа И. Ильфа и Е. Петрова «Золотой телёнок». В качестве музыкальной подложки использован трек «When the Music’s Over» в исполнении группы The Doors с пластинки «Absolutely Live!» «Strange Days». (исправлено)
30. ↑  32. «Где восстание?» — фрагмент спектакля «Бронепоезд 14-69» со звуковой страницы журнала «Кругозор» («„Бронепоезд 14-69“. Воспоминания Вс. Иванова об истории спектакля», автор сценария Вс. Иванов, постановка Б. Дубинина).
31. ↑  34. «Мало солнышка, да долгие ноченьки» — автор текста В. Розанов, из книги «Опавшие листья».
32. ↑  35. «Белорусские книговки» — фрагмент репортажа «Родная земля. Репортаж из колхоза „Светлый путь“ Минской области» со звуковой страницы журнала «Кругозор».
33. ↑  36. «Большое удовольствие» — фрагмент из пьесы М. Горького «Мещане», также цитируется Б. Шоу.
В качестве музыкальной подложки использована нарезка из следующих композиций: U2 «Sunday Bloody Sunday», The Beatles «I Saw Her Standing There», Patti Smith «Ask the Angels[англ.]», Ramones «Blitzkrieg Bop», John Lennon «God», Elvis Costello «Accidents Will Happen[англ.]», The Jimi Hendrix Experience «All Along the Watchtower», Iron Butterfly «My Mirage», Dead Kennedys «Holiday in Cambodia[англ.]», Simon & Garfunkel «The Sound of Silence», The B-52’s «Rock Lobster», The Kinks «You Really Got Me», Devo «Mongoloid[англ.]», Quicksilver Messenger Service «Pride of Man[англ.]», Bob Marley «Roots, Rock, Reggae», Pink Floyd «Flaming», The Clash «The Guns of Brixton[англ.]», «Jesus Christ Superstar» — «Heaven On Their Minds», David Bowie «Ashes to Ashes», Buzzcocks «I Don’t Mind[англ.]», The Beatles «Happiness Is a Warm Gun», The Police «Message in the Bottle», The Adverts «Gary Gilmore’s Eyes[англ.]», T. Rex «Deborah», The Stranglers «No More Heroes», The Who «Pictures of Lily», John Lennon «Mind Games», The Specials «A Message to You Rudy[англ.]», The Doors «My Wild Love», Madness «One Step Beyond[англ.]», Joy Division «Day of the Lords», Public Image Ltd. «Albatross», Kate Bush «Wuthering Heights», John Lennon «Mother», Pink Floyd «Another Brick in the Wall, pt. 2», Elvis Costello «The Imposter», The Rolling Stones «(I Can’t Get No) Satisfaction», а также ещё несколько неопознанных треков. (исправлено)
34. ↑  37. «Народоведение» — одноимённое стихотворение Э. Фрида.
35. ↑  38. «Порыв» — неопознанный фрагмент передачи. (исправлено)
36. ↑  39. «Бесы» — фрагмент Евангелия от Матфея, стихи 8:30 8:28—32. (исправлено)
37. ↑  40. «Народы!» — автор текста В. Розанов, из книги «Уединённое».